# Scopa d'Undici
Scopa d'Undici é uma variante do jogo de cartas italiano Scopa, cujo mecanismo de captura de cartas é similar ao da Escoba ou da Scopa di Quindici; é jogado de 2 a 4 pessoas, com 2 ou 3 joga-se individualmente, com 4 joga-se em duplas.

## Objetivo do jogo
Capturar a maior quantidade de cartas que estiverem sobre a mesa, fazendo combinações de 11 pontos com uma carta da mão e uma ou mais cartas da mesa, tentando obter em conjunto: o settebello (sete de ouros); o maior número de ouros; os setes, os seis, ou ases; scopas, ou seja, deixar a mesa sem cartas quando se faz capturas várias vezes.

## Tipo de baralho
No jogo utiliza-se um maço de baralho italiano tradicional de 40 cartas. Se for utilizado o baralho espanhol deve-se remover os oitos e os noves. Se o baralho francês for utilizado removem-se os oitos, os noves e os dez.

## Ordem e valor das cartas
A ordem das cartas, em ordem decrescente, e seus respectivos valores são: 
- Rei: 10
- Cavalo: 9
- Valete: 8
- Sete: 7
- Seis: 6
- Cinco: 5
- Quatro: 4
- Três: 3
- Dois: 2
- Ás: 1

O carta do cavalo equivale à da dama no baralho francês.

## Desenvolvimento do Jogo
O jogo segue a mesma dinâmica da Scopa di Quindici. 

## Pontuação
O sistema de pontuação é o seguinte:
- Scopa : cada scopa obtida = 1 ponto;
- Carte : maior número de cartas = 1 ponto;
- Sette bello : obtenção do 7 de ouros = 1 ponto;
- Denari : maior número de cartas de ouros = 1 ponto;
- Primiera : obtenção da primiera = 1 ponto.

Caso ocorra empate em carte, denari ou primiera nenhuma equipe recebe os pontos respectivos.